# Vergeten viltkruid
Vergeten viltkruid (Filago neglecta) is een uitgestorven eenjarige plant die behoort tot de composietenfamilie en in Europa voorkwam.
De plant wordt 6-20 cm hoog en heeft vanaf de voet sterk vertakte, rechtopgaande, dunne stengels. Zowel de stengels als de bladeren zijn witachtig of groenachtig behaard. De lijnvormige bladen zijn 1,5-2,5 cm lang. 
Vergeten viltkruid bloeit vanaf juli tot in oktober met 2,5-4 mm grote hoofdjes. De aan de basis wollig behaarde eivormige omwindselbladen zijn aan de bovenkant bruinachtig en niet gekield. Ze zitten met 2-6 hoofdjes in een kluwen. 
De vrucht is een nootje.
Vergeten viltkruid kwam voor op droge tot vochtige, matig voedselarme grond in grasland en bouwland.